# Shang Boingor (sockenhuvudort i Kina, Qinghai Sheng, lat 32,90, long 99,58)
Shang Boingor (kinesiska: 上红科, 上红科乡, 哈青达) är en sockenhuvudort i Kina. Den ligger i provinsen Qinghai, i den nordvästra delen av landet, omkring 460 kilometer sydväst om provinshuvudstaden Xining. Antalet invånare är 3 258. Befolkningen består av 1 598 kvinnor och 1 660 män. Barn under 15 år utgör 29,0 %, vuxna 15-64 år 65 %, och äldre över 65 år 4,0 %.
Runt Shang Boingor är det mycket glesbefolkat, med 5 invånare per kvadratkilometer. Shang Boingor är det största samhället i trakten. Trakten runt Shang Boingor består i huvudsak av gräsmarker.
Genomsnittlig årsnederbörd är 828 millimeter. Den regnigaste månaden är juni, med i genomsnitt 188 mm nederbörd, och den torraste är december, med 3 mm nederbörd.